# Kocaelispor Kulübü
O Kocaeli Spor Kulübu (mais conhecido como Kocaelispor) é uma equipe poliesportiva turca com sede em İzmit, capital da província de Kocaeli, fundado em 24 de abril de 1966. Atualmente disputa a Segunda Divisão Turca.
Até 2017, mandou seus jogos no İzmit İsmetpaşa Stadı, com capacidade para 15 462 espectadores. Desde 2018, passou a mandar seus jogos no recém-construído Estádio de Cocaeli, com capacidade máxima para 34 712 espectadores.

## História
As maiores conquistas do clube são os 2 títulos da Copa da Turquia conquistados na temporada 1996–97, vencendo na final o Trabzonspor em 2 jogos (empate por 1–1 fora de casa; vitória por 1–0 em casa); e na temporada 2001–02, goleando na final o Beşiktaş por 4–0 em partida única. Com essas conquistas, tornou-se o 5º clube turco a vencer por duas vezes a competição.
Na temporada 2019–20, o clube foi campeão do Grupo 2 da Quarta Divisão Turca, conquistando o acesso para a temporada 2020–21 da Terceira Divisão Turca.

## Títulos
- Copa da Turquia (2): 1996–97 e 2001–02
- Segunda Divisão Turca (3): 1979–80, 1991–92 e 2007–08
- Quarta Divisão Turca (1): 2019–20 (Grupo 2)

### Campanhas de destaque
- Vice–Campeão da Supercopa da Turquia (1): 1997
- Vencedor dos Playoffs da Terceira Divisão Turca (1): 2020–21